# Soggiorno marino Olivetti

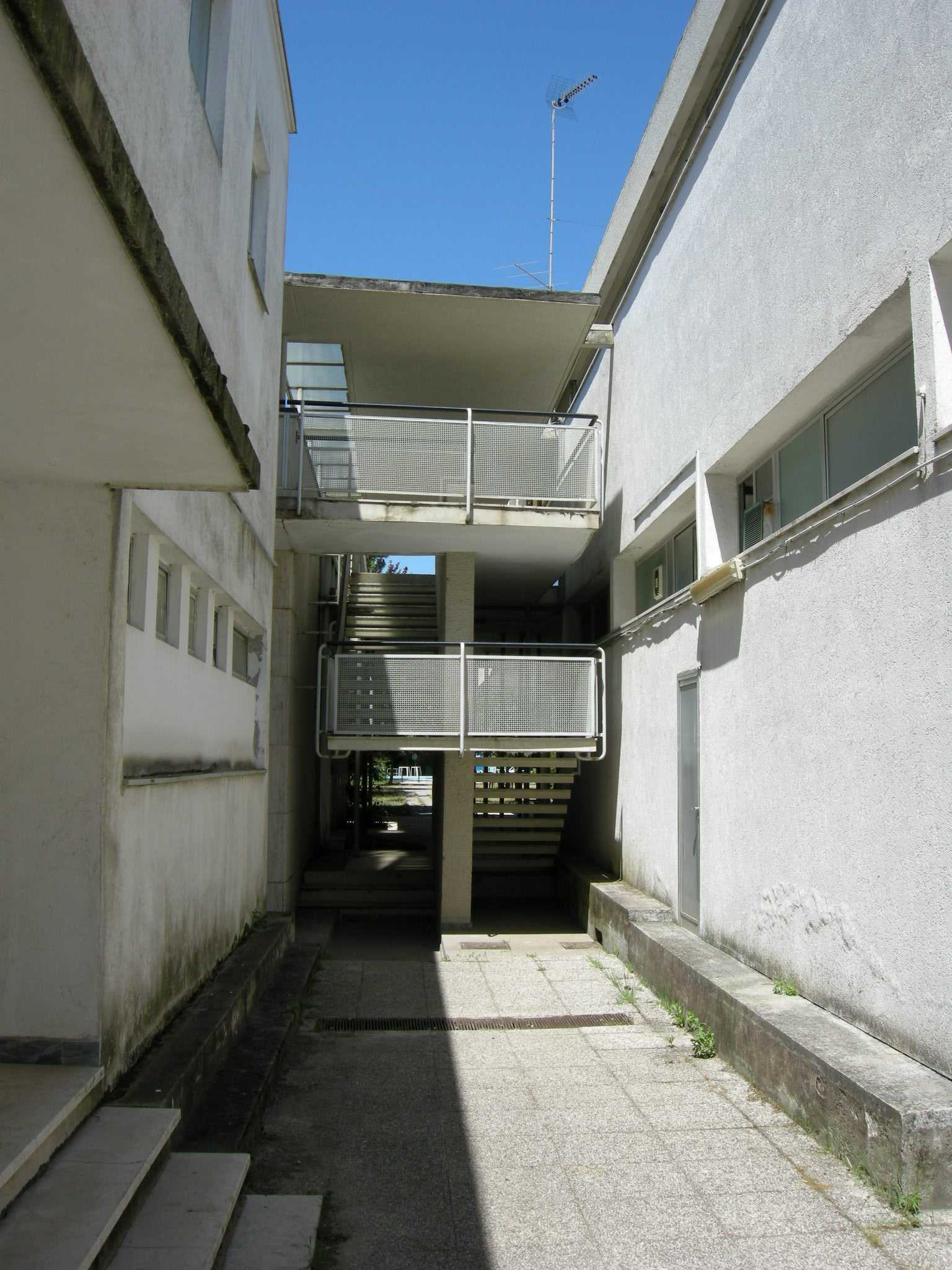
Scale

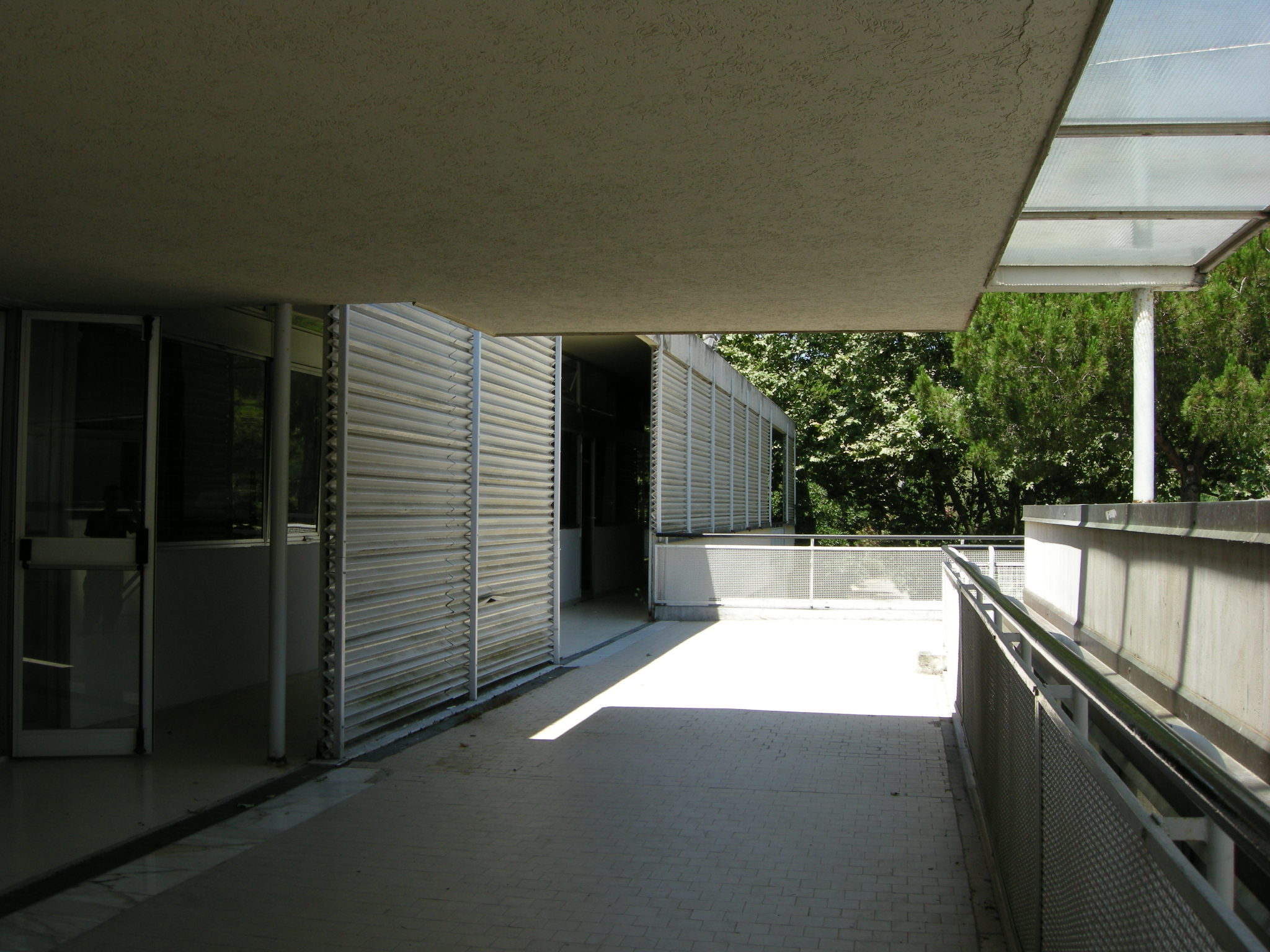
Primo piano

Il Soggiorno marino Olivetti è una colonia balneare di Marina di Massa, situata tra via Bondano e via delle Pinete, 51.

## Storia
Alla metà degli anni Quaranta la Olivetti decise di costruire una colonia estiva per i figli dei propri dipendenti. L'opera, localizzata nella pineta in prossimità della spiaggia di Marina di Massa, fu sostanzialmente l'ultimo intervento di questo genere nella zona e si differenziò fortemente dalle altre colonie realizzate tra gli anni Trenta e Quaranta, sia per il diverso lessico architettonico che per le dimensioni più contenute e la minore densità edilizia (complesso per circa 120 bambini, superficie coperta di circa un decimo dell'area).
Il progetto esecutivo, realizzato dall'architetto Annibale Fiocchi, venne approvato nell'autunno del 1948 ed i lavori furono avviati poco dopo, anche se la realizzazione dell'opera richiese circa dieci anni: nel 1949 vennero costruiti il refettorio e la cucina, nel 1950 la lavanderia e la stireria, nel 1951 i soprastanti locali (servizio e alloggio), nel 1952 il primo dei due dormitori (poi prolungato), nel 1954-55 l'edificio dell'infermeria e nel 1956-57 il secondo dormitorio; nel 1956 furono realizzati interventi di ampliamento al dormitorio della zona bambini e ricavate nuove attrezzature (uno spazio per proiezioni ed una piscina) e nel 1958 vengono sistemati tutti gli impianti.
Ai primi del Duemila erano in corso trattative tra la Olivetti ed altre società per la vendita dell'immobile, completamente inutilizzato a partire dai primi anni Novanta.

## Contesto urbanistico
Il complesso fa parte del vasto sistema di colonie marine che si distende, parallelamente alla costa, sino all'abitato di Marina di Massa e ne costituisce, assieme alla ex Colonia 28 ottobre, l'estremità meridionale. Esso è situato all'interno di un lotto quadrangolare delimitato a est da via delle Pinete, asse principale di collegamento con Massa, a sud da via di Bondano a Mare (dove è situato l'ingresso di servizio), a nord da una via pedonale che conduce direttamente alla spiaggia e a ovest dalla confinante colonia. Il corpo principale ed i diversi padiglioni sono immersi nel verde dei pini, arricchito da palme, lecci e siepi di ligustro: tutt'intorno, oltre alle altre colonie, case su due o tre piani inserite nel verde dei rispettivi giardini.

## Descrizione

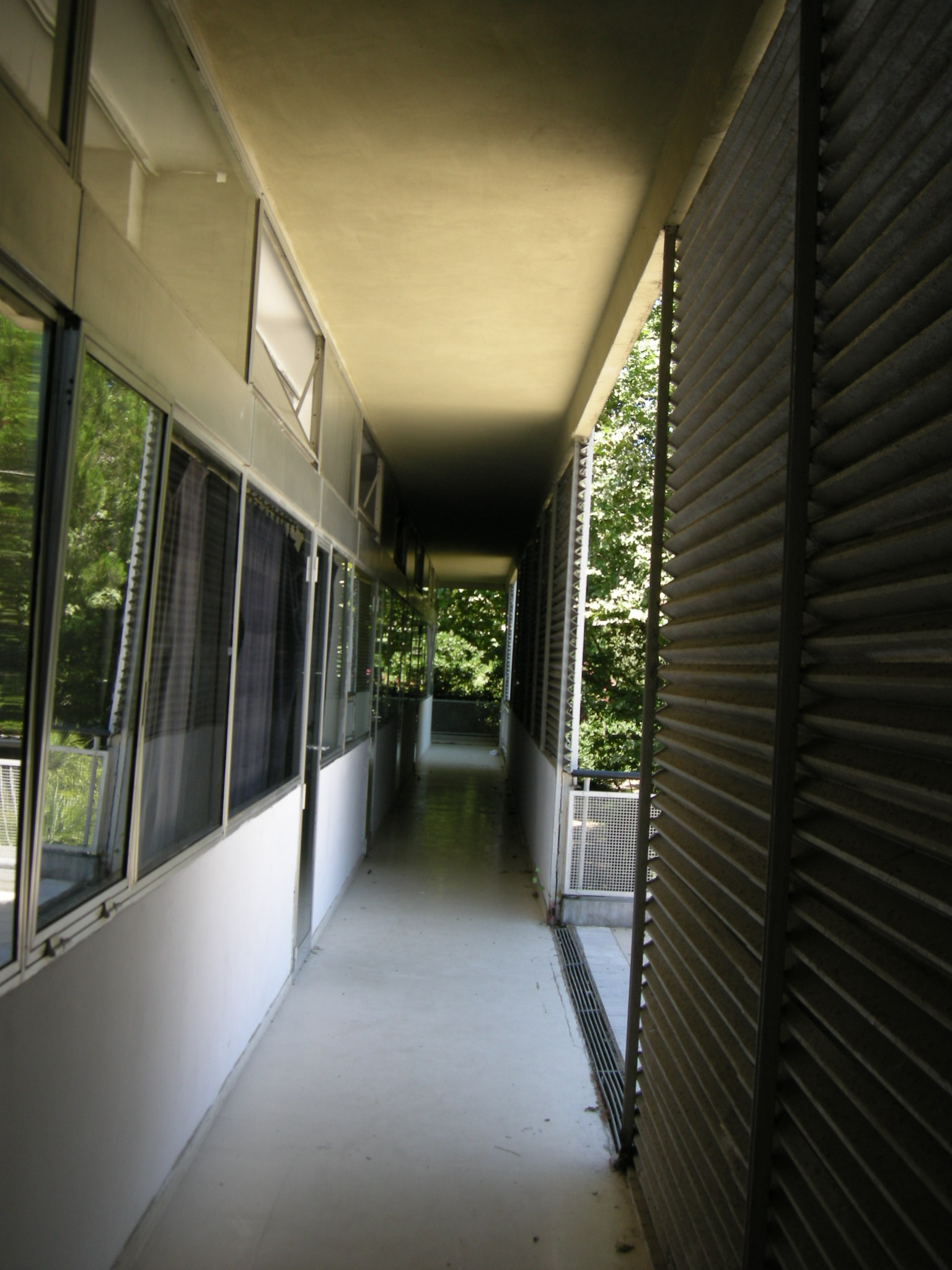
Corridoio

L'edificio, connotato da un linguaggio di chiara derivazione razionalista, è caratterizzato da una volumetria articolata, su uno e due piani fuori terra, a prevalente sviluppo orizzontale.
Il complesso si articola in tre diversi nuclei a pianta rettangolare, i due dormitori ed il corpo dei servizi al centro, attestati parallelamente lungo l'asse maggiore; tali nuclei sono raccordati tra loro mediante percorsi porticati e terrazze solarium e si caratterizzano per l'uso sapiente e calibrato dei piloti al piano terra.
Tutti i fronti sono ampiamente finestrati con aperture a nastro, aventi dimensioni e disegno diverso nel corpo dei servizi (semplici luci) e delle camerate (ampie finestrature schermate da pannelli frangisole metallici).
Per quanto riguarda l'impianto distributivo, un'ampia superficie porticata con pilastri cilindrici, destinata ai giochi dei bambini, perimetra il tutto e conduce ai differenti nuclei del piano terra e del piano superiore tramite due corpi scala dislocati ad intersezione tra i tre diversi volumi e caratterizzati da due rampe a sbalzo su un setto murario. Al piano terra sono situati, alle estremità nord e sud, gli spazi per i giochi e la ricreazione - caratterizzati da grandi vani aperti intervallati da semplici pannelli cromatici e contrassegnati da pilastri circolari e travi ricalate - ed al centro la mensa, completamente trasparente su tre fronti, ed i servizi, articolati attorno ad una piccola corte alberata; al piano superiore il blocco centrale, sede dei locali della direzione del personale, è servito da una scala autonoma alla quale si accede dal fronte est mentre la sala mensa è ad un solo piano e la copertura funge da lucernaio per il sottostante solaio con travi a vista; attorno a tale copertura corre il percorso anulare, porticato nel collegamento tra il corpo centrale e le due ali delle camerate. Queste ultime sono articolate in tre diversi nuclei: al centro i blocchi dei servizi e ai lati i due grandi vani della zona letto, completamente aperti ed intervallati da semplici pannelli tinteggiati o decorati. Oltre che dell'edificio principale, il complesso si compone di un locale tecnico e alloggio per il custode, attestati all'estremità nord orientale del lotto, e di un padiglione adibito ad infermeria ed isolamento, situato all'estremità sud-occidentale e collegato al corpo principale tramite un percorso pedonale. Questo padiglione è costituito da due corpi lievemente disassati a un solo piano, collegati tramite il volume più basso dell'ingresso, e si differenzia dall'edificio della colonia per il rivestimento murario lapideo: il corpo dell'isolamento è a pianta rettangolare e si compone di una serie di camerette servite da un corridoio centrale e comunicanti tra sé tramite ampie aperture nelle murature; il padiglione dell'isolamento, a pianta più articolata, si connota esternamente per il setto murario cieco posto a protezione degli spazi interni e per l'aggettante tettoia sostenuta da esili pilastri aperta verso nord-est.
Nel refettorio pannello affrescato con marina e nei dormitori e nel reparto isolamento pannelli dipinti, opere realizzate da Egidio Bonfante. Nella sala dei giochi pannelli decorativi a motivi astratti realizzati da Marcello Nizzoli.

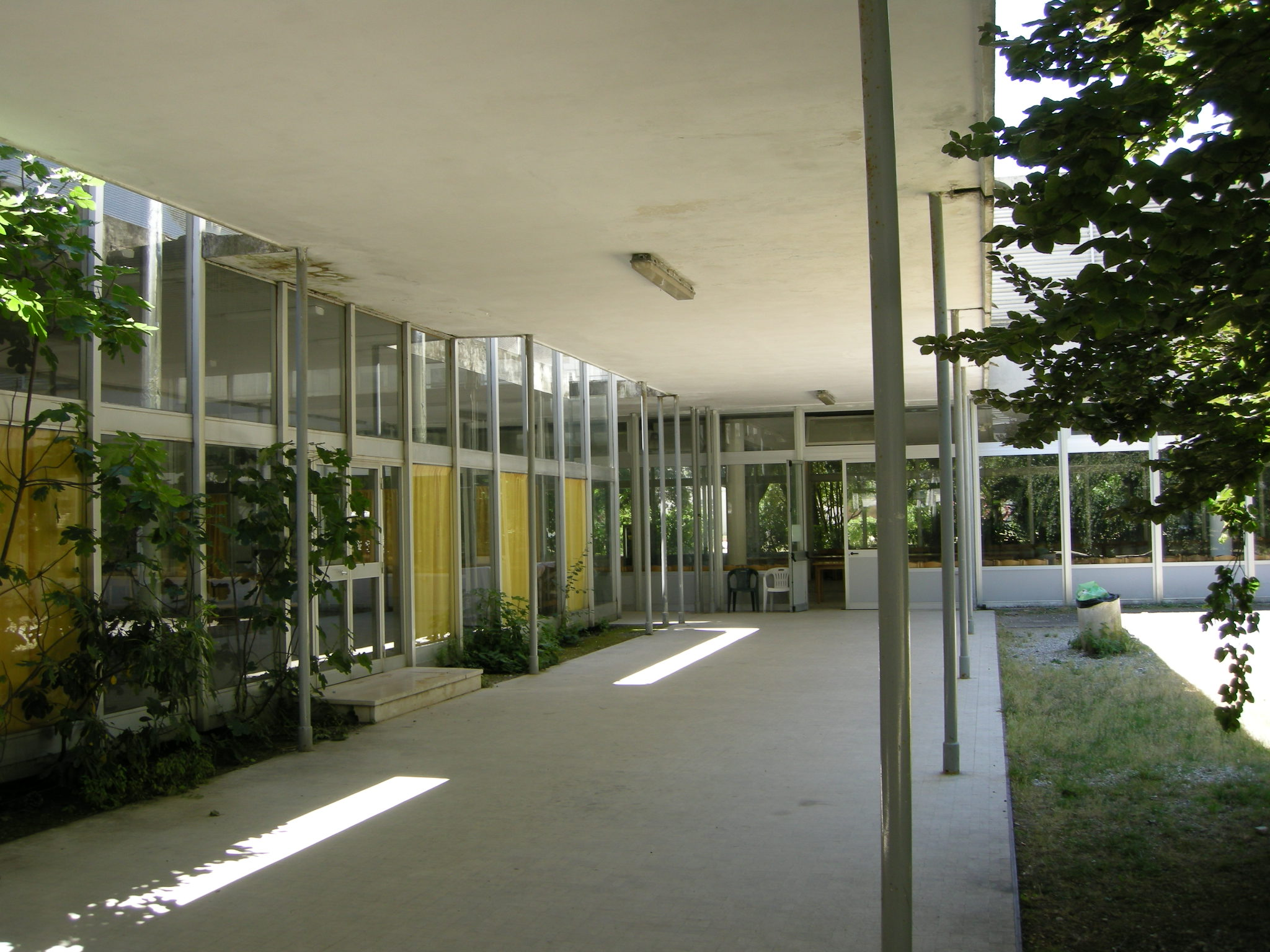
Passaggio coperto

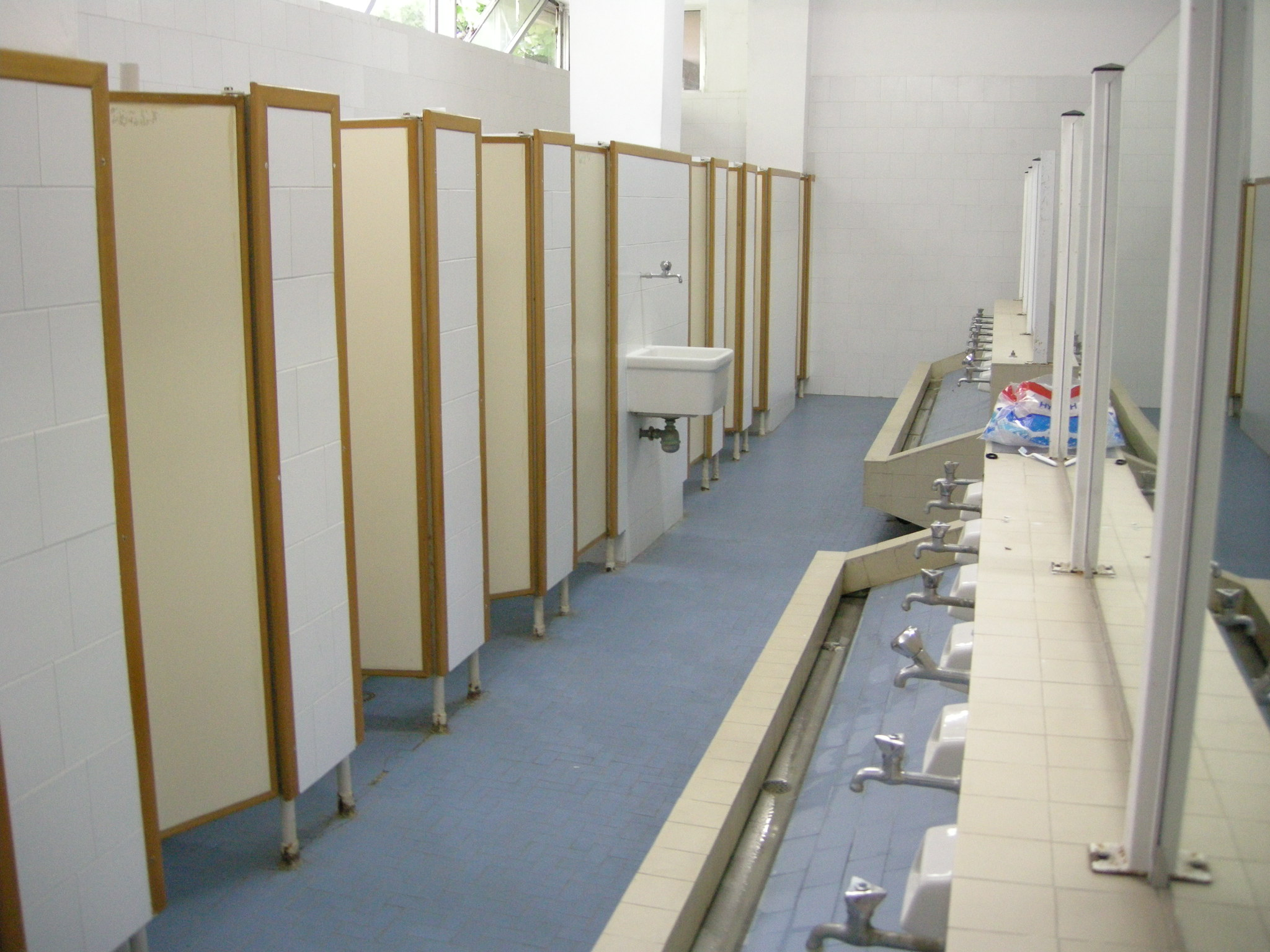
I bagni per bambini

## Fortuna critica
Nei giudizi critici emerge unanime la valutazione assai positiva dell'articolazione dei volumi come delle soluzioni architettoniche: Pampaloni (1960) ne loda la leggerezza e l'inserimento paesaggistico, laddove la forma dell'edificio - compatta e lieve, sicura ma non invadente - resiste al gioco violento delle luci e delle ombre ed alla tentazione "macchiaiola" del sole tra gli alberi, e Giorgieri la cura dei dettagli che, unita ad una rigorosa pulizia formale, ne fa uno dei più interessanti interventi del dopoguerra della zona (1989).